# Francisco Rodríguez Sánchez
Francisco Rodríguez Sánchez (Serantes, Ferrol, Galiza, Espanha, 22 de Novembro de 1945) é um político e crítico literário galego.

## Biografia
É doutor em Filologia Românica pela Universidade de Santiago de Compostela e exerceu como professor de língua e literatura espanhola em segundo grau em Ferrol até 1993.
Foi eleito deputado no Parlamento da Galiza em 1993 pelo Bloco Nacionalista Galego e deputado no Congresso dos Deputados desde 1996 até 2008. 
Atualmente é Secretário Geral da União do Povo Galego, bem como membro do Conselho Nacional do BNG e da sua Executiva, sendo o Secretário de Formação do partido.

## Obra
- "A evolución ideolóxica de Manuel Curros Enríquez" (1974)
- "Conflito lingüístico e ideoloxía na Galiza" (1976)
- "Análise sociolóxica da obra de Rosalía de Castro" (1988)
- "Eduardo Blanco Amor, o desacougo da nación negada" (1994).
- "Galiza, razón de ser", compilação de artigos publicados na imprensa diária ao longo do período que abarca a VI Legislatura do Congresso dos Deputados(1996-2000).